# 複利

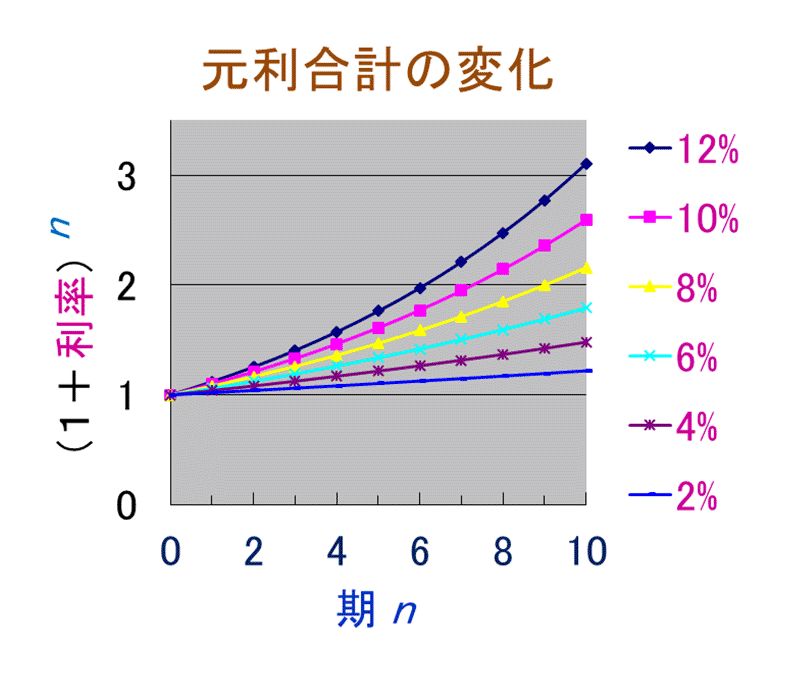
年利率が12％のとき、10年で3倍以上になる（1.12^{10}≒3.106）。

複利（ふくり、英: compound interest）または重利（じゅうり）とは、複利法によって計算された利子のこと。複利法とは、元金（がんきん）によって生じた利子を次期の元金に組み入れる方式であり、元金だけでなく利子にも次期の利子がつく。したがって、各期の利子が次第に増加していき、雪だるま式に利子が増えていくことになる。預金、借金や投資などで用いる。
対義語は単利（たんり、英: simple interest）であり、最初の元金だけを利子の元とするもの。

## 理論
1期末の元利合計（元金と利子を合わせた額）は、次式になる。
元利合計 ＝ 元金＋元金×利率 ＝ 元金×(1＋利率)
2期目には、上の元利合計を新しい元金として、同様に利子がつく。
2期末の元利合計 ＝ 元利合計×(1＋利率) ＝ 元金×(1＋利率)×(1＋利率)
したがって、n 期末の元利合計は、次式になる。
n 期末の元利合計 ＝ 元金×(1＋利率)n

これに対して単利法の場合は、こうなる。
n 期末の元利合計 ＝ 元金＋元金×利率×n ＝ 元金×(1＋利率×n)

## 解説
たとえば、元金を 10,000 円として、月利が 10％（すなわち 0.1）である場合に、複利法で計算する。
1か月後の元利合計は 11,000 円になる。
10000＋1000＝11000
2か月目は、11,000 円を元金として計算する。
11000＋1100＝12100 
3か月目は、12,100 円を元金として計算する。
12100＋1210＝13310 
つまり、3か月後には 3,310 円の利子がつく（1.1×1.1×1.1 ＝ 1.13 ＝ 1.331）。
これに対して単利法では、3か月後の利子は 3,000 円であるから、複利法での利子（複利）は単利より 310 円だけ多い。
n か月後の元利合計は、次式で計算できる。
n 期後の元利合計 ＝ 10000×1.1n
10か月後には、単利の 10,000 円に対して、複利は 15,937 円になり、5,937 円多い（1.110 ≒ 2.5937）。
20か月後には、単利の 20,000 円に対して、複利は 57,275 円になり、37,275 円多い（1.120 ≒ 6.7275）。

## 法律
貸金業法14条および出資の受入れ、預り金及び金利等の取締りに関する法律（出資法）5条6項には、1年分に満たない利息を元本に組み入れる場合が規定されており、複利の約定自体が禁止されていないことは自明であるが、単利の場合と同様に利息制限法および出資法の上限利息の制限を受ける。
また、民法405条は、当事者の約定がなくても、1年以上の利払いの延滞および債権者による催告を要件として、利息を元本に組み入れることができると定めている（法定重利）。これを反対解釈すれば、当事者間に約定がなく、同条項の要件を満たさなければ、当然に利息を元本に組み入れることはできない、すなわち、日本の民法においては、単利が原則であり、複利とするには当事者間の合意が必要であることを意味している。実際には純粋な単利法が行われることはまずない。

## 72の法則
72の法則は、複利のとき、預けた（または借りた）金額が何年（または何か月）で元の2倍になるかを概算する方法であり、72を利率（％）で割った値がほぼ正しい期数になる。また逆に、72を期数で割った値がほぼ正しくその期数で2倍になる利率になる。
例1. 年利3％の銀行に預けたとして、何年で2倍になるか。
72÷3＝24 [年] となる。
実際には (1+0.03)24≒2.033 であって、24年後には2倍より少し多くなる。
例2. 8年で2倍になる利率はどれだけか。
72÷8＝9 [％] となる。
実際には (1+0.09)8≒1.993 であって、9％では2倍より少しだけ足りない。

## 期日前の借換え
たとえ単利の借金であっても、期ごとに借換えをすると、実質上の複利返済になってしまう。単利の期末ごとに元利合計額を他から借金して返済することを繰り返せば、実質は複利法で借金した場合と同額の利子になる。さらに、期日前に借換えを行えば、同じ利率であったとしても、利子は複利法よりも高くなる。
まして複利法による借金であって、期日前に借金の元利合計額を他社から借金して返済することを繰り返せば、利子は高くなる。
悪徳業者は借換えをすると利子が安くなると言って借換えを勧めるが、実質上は複利になっているので、借換え後の金利が 1% 程度安くなっても実質上の支払額は減っていないどころか増える場合すらある。
最悪の場合には毎月のように業者間で借換えのたらい回しにされ多重債務に陥る。

## 連続複利
複利計算においては、同じ期間・同じ利率であれば複利回数が多いほど、最終的な元利合計額は大きくなる。
例えば元金10,000円として、金利（年利）10%という条件での1年後の元利合計額は、複利回数によって次のようになる（計算上、1円未満の端数は四捨五入している）。
1年複利の場合
（10%が1回）
1. 10,000×1.1=11,000

1年後の金額は11,000円
6か月複利の場合
（5%が2回）
1. 10,000×1.05=10,500
2. 10,500×1.05=11,025

1年後の金額は11,025円
3か月複利の場合
（2.5%が4回）
1. 10,000×1.025=10,250
2. 10,250×1.025=10,506
3. 10,506×1.025=10,769
4. 10,769×1.025=11,038

1年後の金額は11,038円
このように複利回数が多いほど元利合計額は大きくなる。ただし、複利回数を多くすれば青天井で大きくなるわけではなく、ある一定の値（この場合は約11,051.71）に収束する。この値のことを連続複利（れんぞくふくり、英: continuous compound interest）と呼ぶ。
一般的には、元金を {\displaystyle a}、単位期間（年など）あたりの利率を r としたとき、期間 t での元利合計額は次式のとおり {\displaystyle a{\rm {e}}^{rt}} となる。ここで、定数 e はネイピア数である。
{\displaystyle a\lim _{n\to \infty }\left(1+r{\frac {t}{n}}\right)^{n}=a{\rm {e}}^{rt}}
上の例で計算すると 10000 × e(0.1×1) ≒ 11051.71となる。
連続複利の式の自然対数をとると、{\displaystyle \ln a+rt} となり、あたかも単利であるかのように扱える。

## 注
1. ↑  1.1×1.1 ＝ 1.12 ＝ 1.21
2. ↑  1.21×1.1 ＝ 1.12×1.1 ＝ 1.13 ＝ 1.331
3. ↑  10000×0.1×3 ＝ 3000